# Obselidia
Pour plus de détails, voir Fiche technique et Distribution.
Obselidia est un film américain écrit et réalisé par Diane Bell, sorti en 2010 et mettant en vedette Michael Piccirilli, Gaynor Howe et Frank Hoyt Taylor.
Le film a remporté deux prix au festival du film de Sundance 2010, le prix d'excellence en cinématographie et le prix Alfred P. Sloan.

## Distribution
- Michael Piccirilli : George
- Gaynor Howe : Sophie
- Frank Hoyt Taylor : Lewis
- Chris Byrne : Mitch
- Kim Beuché : Jennifer
- Michael Blackman Beck : Paul
- Linda Walton : Linda
- Grant Mathis : Monk